# Legión Georgiana
La Legión Georgiana (en alemán: Georgische Legion, en georgiano: ქართული ლეგიონი, kartuli legioni) fue una formación militar en las Fuerzas Armadas de la Alemania nazi durante la Segunda Guerra Mundial, compuesta por voluntarios georgianos étnicos. Fue formado por emigrantes georgianos y prisioneros de guerra, y su objetivo declarado fue la eventual restauración de la independencia de Georgia de la Unión Soviética bajo la doctrina y supervisión del Partido Nacionalsocialista alemán. Algunos componentes de la Legión georgiana cayeron bajo el control operativo de las Waffen-SS.
En comparación con otras nacionalidades soviéticas, los georgianos recibieron inicialmente un trato un tanto preferencial por parte de los alemanes. Esto se debió en parte a la clasificación de los georgianos como arios, y también porque varios eruditos georgianos, como Alexander Nikuradse y Michael Achmeteli, fueron asesores de destacados nacionalsocialistas como Alfred Rosenberg.
Sin embargo, la percepción nacionalsocialista de los georgianos comenzó a cambiar para peor a la luz de una serie de deserciones y la creciente paranoia de Adolf Hitler. Hitler desconfiaba de los georgianos porque "los georgianos no son un pueblo turco, sino una típica tribu caucásica, probablemente incluso con algo de sangre nórdica "...Los únicos que considero confiables son los musulmanes puros, lo que significa las verdaderas naciones turcas". Hitler también supuso que la etnia georgiana de Iósif Stalin, así como el hecho de que la RSS de Georgia era nominalmente autónoma, eventualmente acercaría más a los georgianos a la URSS que a Alemania.
Al enfrentarse a una elección imposible entre Hitler y el régimen de Stalin, los miembros de la Legión georgiana a menudo sufrieron destinos trágicos. En particular, durante el levantamiento georgiano en Texel, cientos de georgianos fueron asesinados por los nazis. Los que sobrevivieron fueron, por orden de Moscú, repatriados por la fuerza a la Unión Soviética, solo para terminar pereciendo en los Gulags de Stalin.

## Historia
Durante la Segunda Guerra Mundial, la Legión georgiana étnica de la Wehrmacht se formó a partir de emigrantes que vivían en Europa occidental después de la invasión soviética de Georgia en 1921, combinada con prisioneros de guerra soviéticos de origen georgiano que optaron por luchar por Alemania en lugar de someterse a menudo brutalmente. malas condiciones de vida en los campos de prisioneros de guerra.

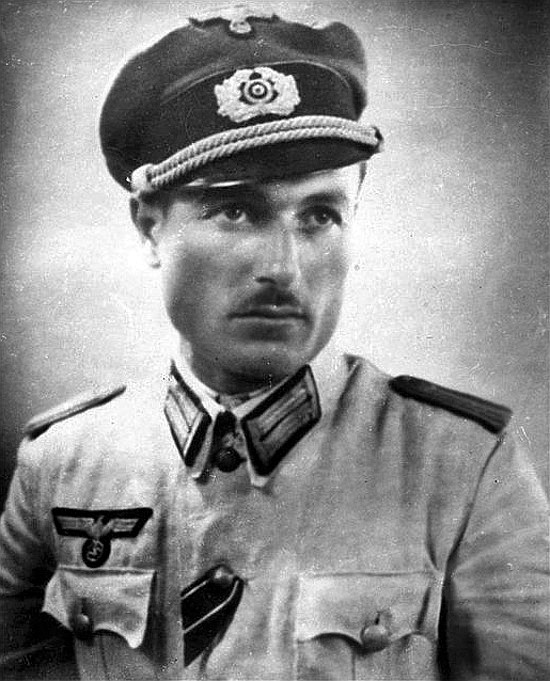
Shalva Loladze, líder del Levantamiento de Texel.

La Alemania nazi invadió la Unión Soviética en junio de 1941, aunque nunca llegaron a la Georgia soviética. La principal Legión georgiana se formó en diciembre de 1941. Los georgianos se entrenaron en el oeste de Ucrania y entraron en funcionamiento en el otoño de 1942. Al menos 30.000 georgianos sirvieron en las fuerzas armadas alemanas durante la Segunda Guerra Mundial. Los georgianos sirvieron en trece batallones de campo de hasta 800 hombres, cada uno compuesto por cinco compañías. También se encontraron georgianos en la Legión del Norte del Cáucaso de la Wehrmacht y en otras legiones étnicas caucásicas. Las formaciones militares georgianas fueron ordenadas por Shalva Maglakelidze, Mikheil Tsulukidze Michel-Fridon Zulukidze, Coronel Solomon Nicholas Zaldastani y otros oficiales anteriormente de la República Democrática de Georgia (1918-1921).
Además de esta legión principal, a instancias de los ocupantes alemanes en París con sede en el Hotel Lutetia desde la primavera de 1940, Michel Kedia y Akaki Chavgoulidze, dueños de un negocio de yogur, comenzaron a formar unidades de emigrantes georgianos que vivían en la capital francesa. A los hombres se les dijo que debían ayudar a Alemania realizando vigilancia en fábricas alemanas y realizando otras tareas no militares como conducir camiones de suministros. A cambio, los alemanes prometieron restaurar la independencia de Georgia, suprimida por Stalin, Beriia y otros bolcheviques en 1921 y nuevamente en 1924. A los hombres se les dio un curso corto de trabajo contra el sabotaje en un castillo cerca de Orleans. Después de eso, sin embargo, los reclutas en realidad se organizaron en tres unidades militares y se arrastraron hacia Europa del Este. Las unidades fueron nombradas por Tamara, una reina georgiana del siglo XII. Tamara I estaba compuesta por 19 hombres. Se lanzaron en paracaídas a Rusia. La mayoría desapareció aunque cuatro regresaron a París y fueron arrestados en 1944. La primera sección de Tamara II consistió en 90 hombres. Salieron de París el 1 de julio de 1941. Alrededor de nueve sobrevivieron. La segunda sección de Tamara II, compuesta por 54 hombres, salió de París el 15 de julio de 1941. Aproximadamente 15 resurgieron. Los reclutas de las unidades Tamara II se concentraron en Rumania, el sur de Ucrania y la península de Crimea. Algunos, que se enfermaron, recibieron tratamiento médico en Viena u otros lugares y se les permitió regresar a París. Algunos huyeron. La mayoría fueron desmovilizados en el otoño de 1942, aunque se les pidió que ayudaran a reprimir los levantamientos comunistas que se esperaban al final de la guerra. Los hombres recibieron inicialmente 3.000 francos y sus familias recibieron estipendios.
A su regreso a París, algunos de los hombres de las unidades Tamara trabajaban para Chalva Odicharia. Dirigió "Oficinas de Compra". Estos ayudaron a la ocupación alemana al desarraigar y reprimir el sabotaje, confiscar propiedades judías y adquirir materiales escasos para los alemanes. Los asistentes de Odicharia incluyeron 33 georgianos, así como 7 rusos, 3 italianos, 2 corsos, 2 alemanes, 1 alsaciano, 1 tunecino, 1 portugués, 1 residente de Martinica, 2 checos y 30 ciudadanos franceses. Dos de los asistentes eran judíos, cuatro eran mujeres.

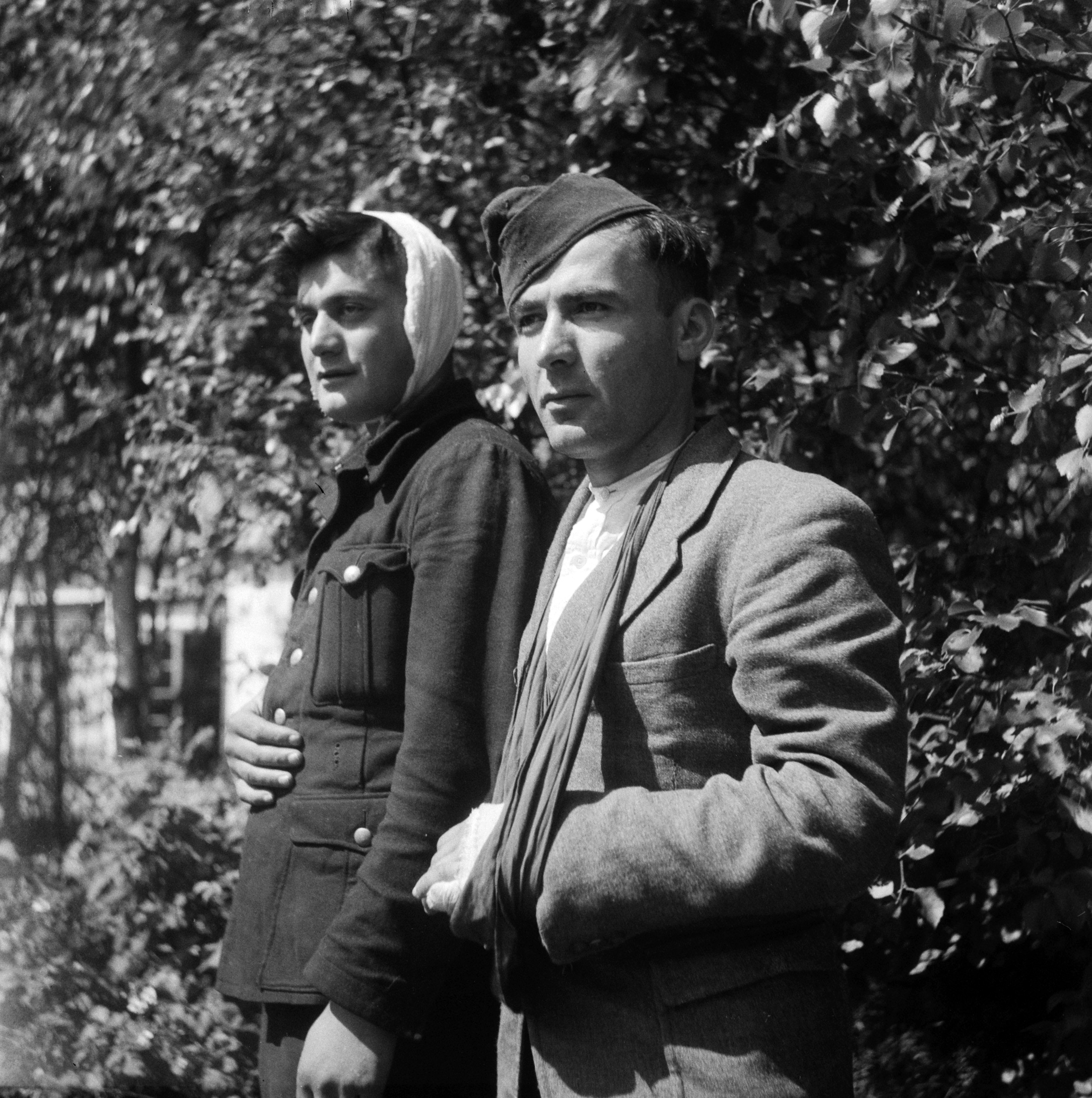
Soldados de la Legión Georgiana heridos en Texel, Países Bajos, 1945.

Esta empresa se vio obstaculizada en gran medida por la intervención de Alfred Rosenberg. El propio Adolf Hitler sospechaba mucho de los batallones georgianos y otros soviéticos. Esto fue especialmente así después de que algunos soldados georgianos de la Wehrmacht desertaron y se unieron a los movimientos de resistencia locales en toda Europa, especialmente en Italia y Francia . A pesar de estas sospechas, Alexander Nikuradze, Michael Achmeteli y algunos otros académicos georgianos fueron tenidos en alta estima en Alemania y lograron mantener un trato un tanto favorable de los georgianos por parte del Reich.
Como resultado de la desconfianza de Hitler hacia Osttruppen ("Tropas orientales"), algunos batallones georgianos fueron trasladados al oeste para tareas de ocupación en los Países Bajos. Con los aliados occidentales conduciendo a Alemania, el 822º batallón georgiano, estacionado en la isla holandesa de Texel, se rebeló contra sus señores alemanes. La batalla resultante, conocida como el levantamiento georgiano en Texel, continuó desde el 5 de abril de 1945 después de la rendición general alemana, hasta el 20 de mayo. Este evento a veces se describe como la última batalla de Europa.
De acuerdo con los acuerdos entre aliados, todos los ciudadanos soviéticos debían ser repatriados, por la fuerza si fuera necesario, a la Unión Soviética. Los soviéticos trataban a los que vestían uniformes alemanes, como los de la Legión georgiana, como traidores. Fueron castigados a su regreso, y muchos se exiliaron a Siberia o Asia Central.

## Lista de unidades georgianas en la Wehrmacht
Lista de unidades georgianas en la Wehrmacht (incompleta)
- 795º Batallón "Shalva Maglakelidze"

Combate: 1942 en Osetia del Norte, 1944 en Francia
- 796º Batallón.

Combate: 1942/43 en Tuapse, norte del Cáucaso
- 797º Batallón "Giorgi Saakadze"

Combate: 1943/44 en Francia
- 798º Batallón

Combate: 1943/44 en Francia, 1945 en Alemania
- 799º Batallón

Combate: 1943/44 en Francia, 1945 en Alemania
- 822º Batallón "Tamara"

Combate: 1943/44/45 en Francia y en Texel (Países Bajos)
- 823º Batallón
- 824º Batallón

1 SS Waffengruppe "Georgiana" se formó el 11 de diciembre de 1944 y fue comandado por el Waffen-Standartenfuhrer der SS Michail Pridon Tsulukidze
El élite del Batallón Bergmann, parte de las Brandenburgers de la Abwehr alemana, también tenía una mayoría de personal georgiano.